# 乙女湖公園

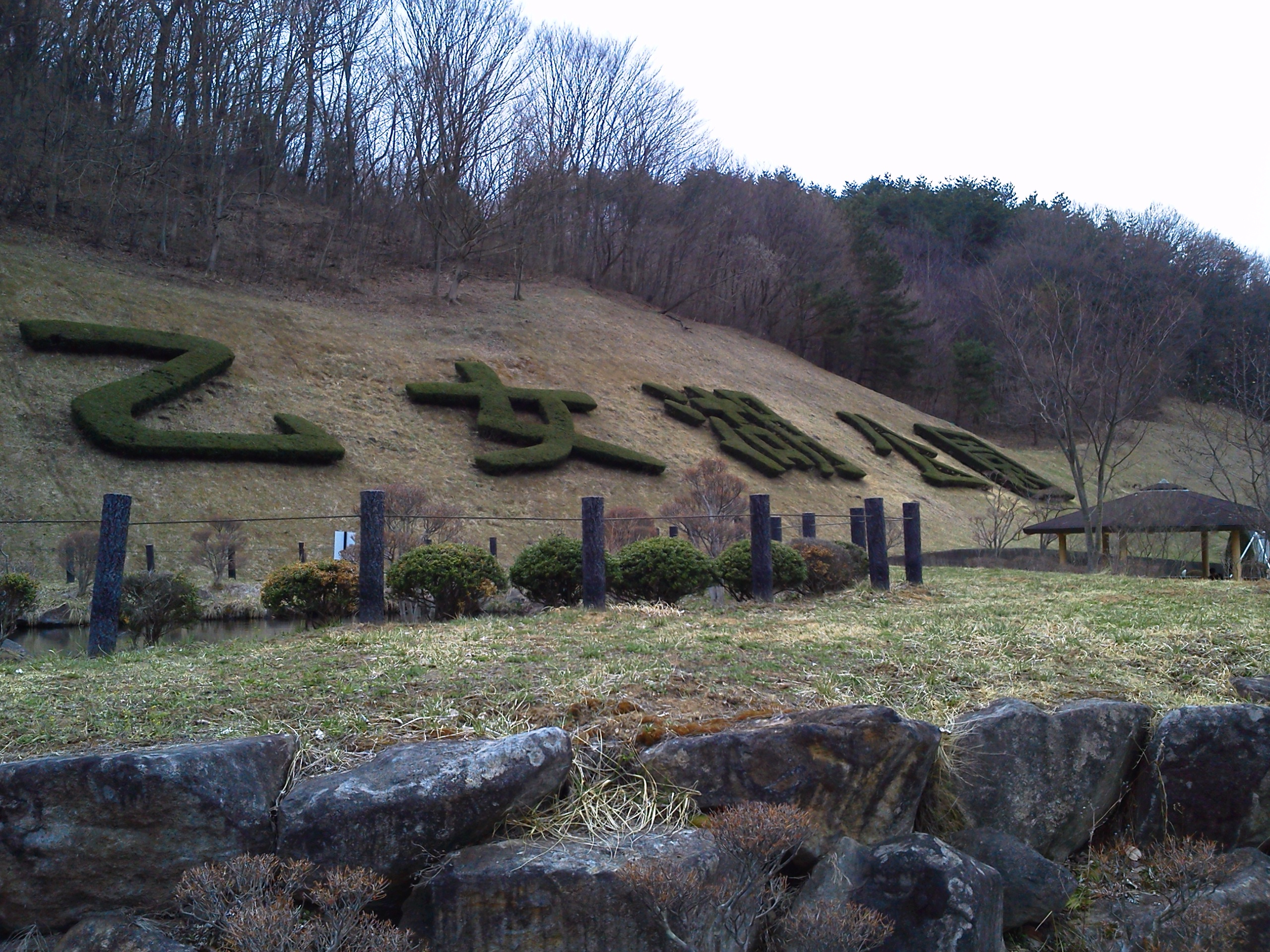
乙女湖公園の芝生広場

乙女湖公園（おとめここうえん）は、長野県小諸市にある総合公園。

## 概要

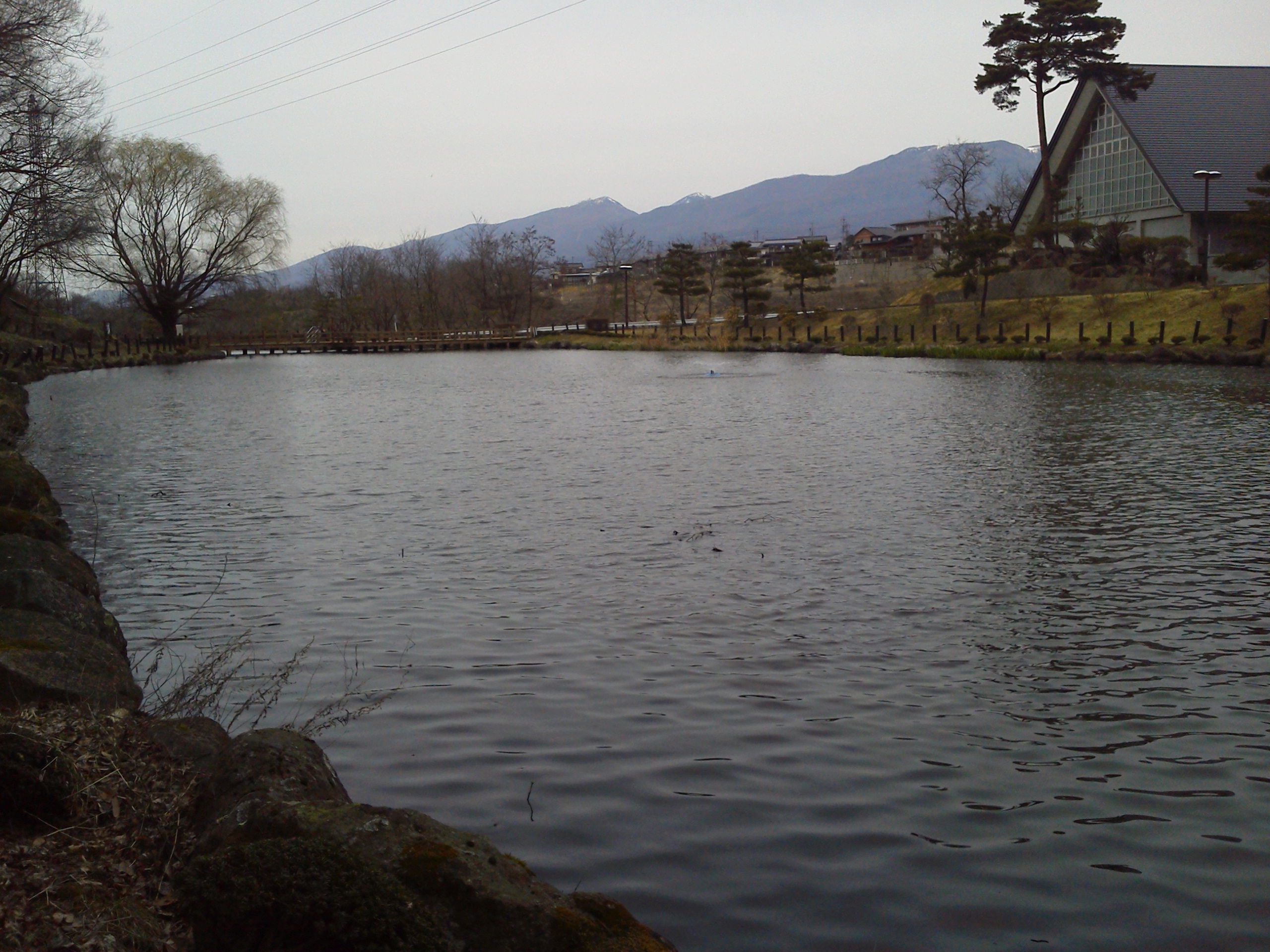
乙女湖

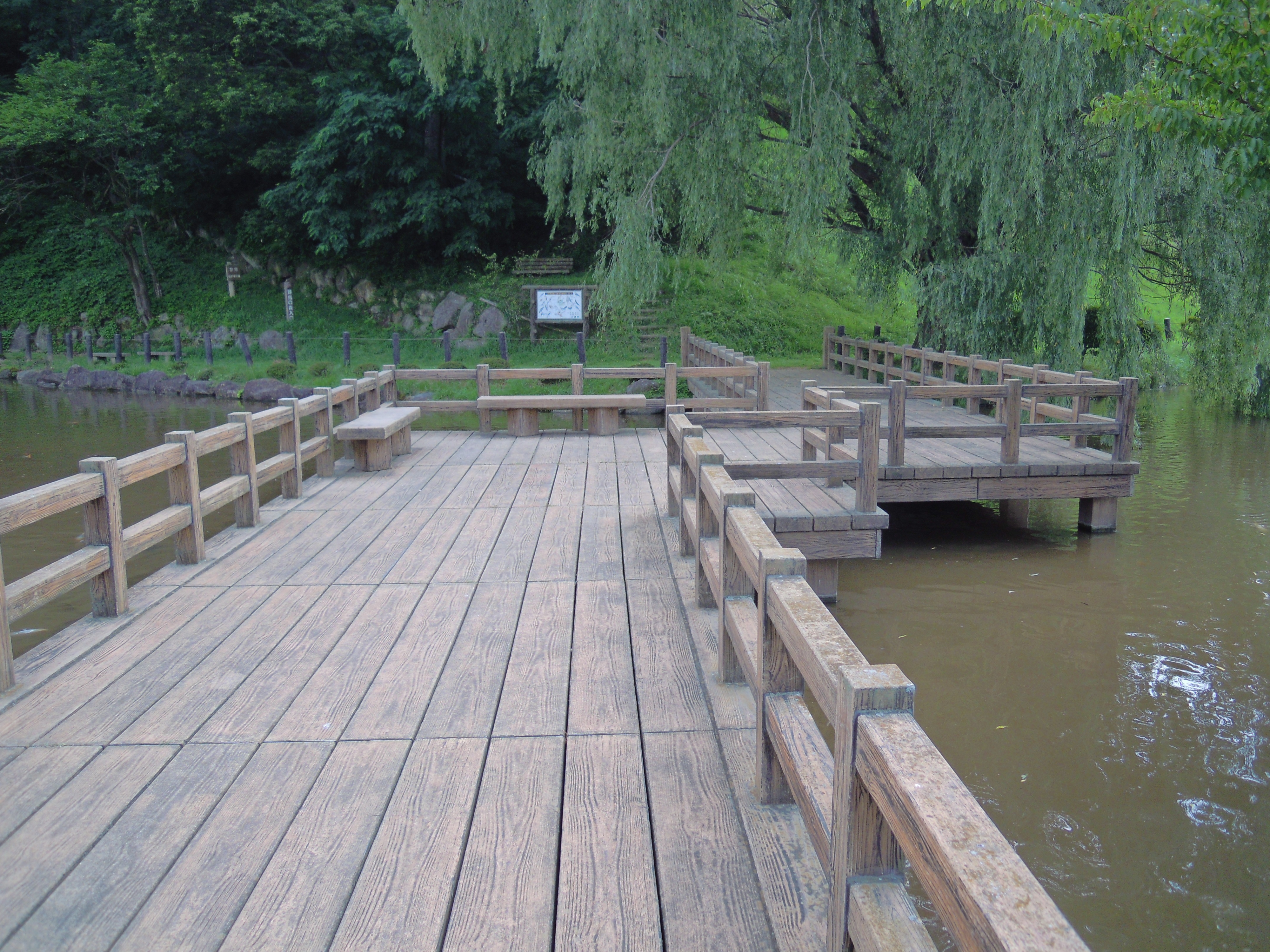
乙女湖に架かる橋

1984年7月7日開園。糠塚山のふもとの人工池乙女湖を中心に、小諸市文化センター、テニスコート、野鳥の森、芝生広場などが整備されている。総面積は142,800m2。JR小海線の乙女駅に直結している。
繰矢川を含む一帯は野鳥の生息地となっており、オシドリ、ヤマセミ、カワガラス、カッコウ、コサギ、アオサギ、オナガなどが観察できる。芝生広場に植栽で造られた「乙女湖公園」の文字は、付近を走る小海線やしなの鉄道線の車窓からも見てとることができる。